# Killaloe
Killaloe (irl. Cill Dálua) – miasto w hrabstwie Clare w Irlandii. Miasto jest położone na południowym krańcu jeziora Derg, w miejscu z którego wypływa rzeka Shannon; po drugiej stronie rzeki znajduje się miasto Ballina.